# Бенцаль-Євшан Ярослав Миколайович
Бенцаль-Євшан Ярослав Миколайович (26 лютого 1916, Тернопіль, нині Україна — 21 червня 1964 Мюнхен, Німеччина) — український політичний та громадський діяч, член Проводу ЗЧ ОУН, керівник секретаріату ЗЧ ОУН, хорунжий 1-ї УД УНА.

## Життєпис

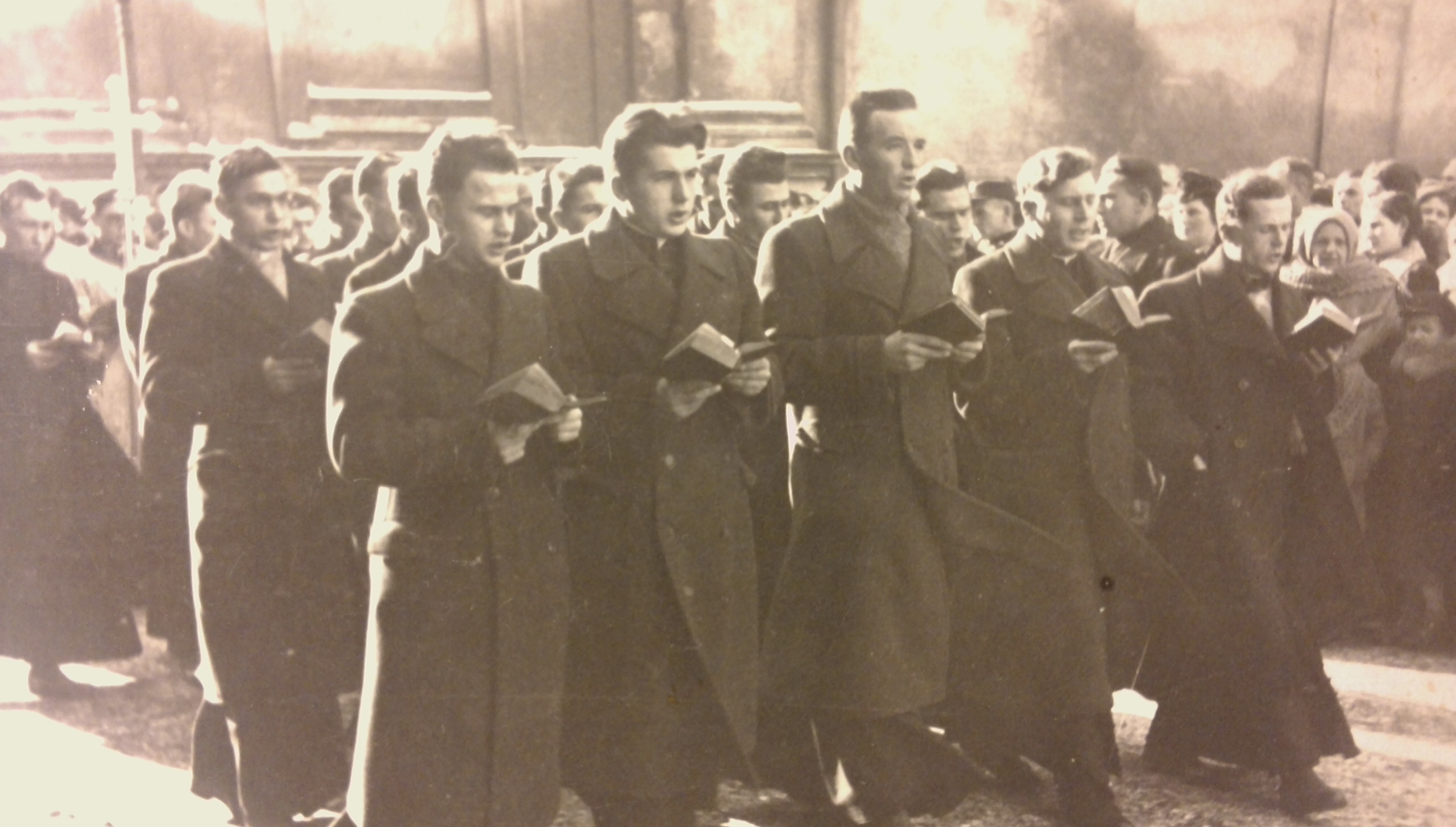
Я.Бенцаль — семінарист

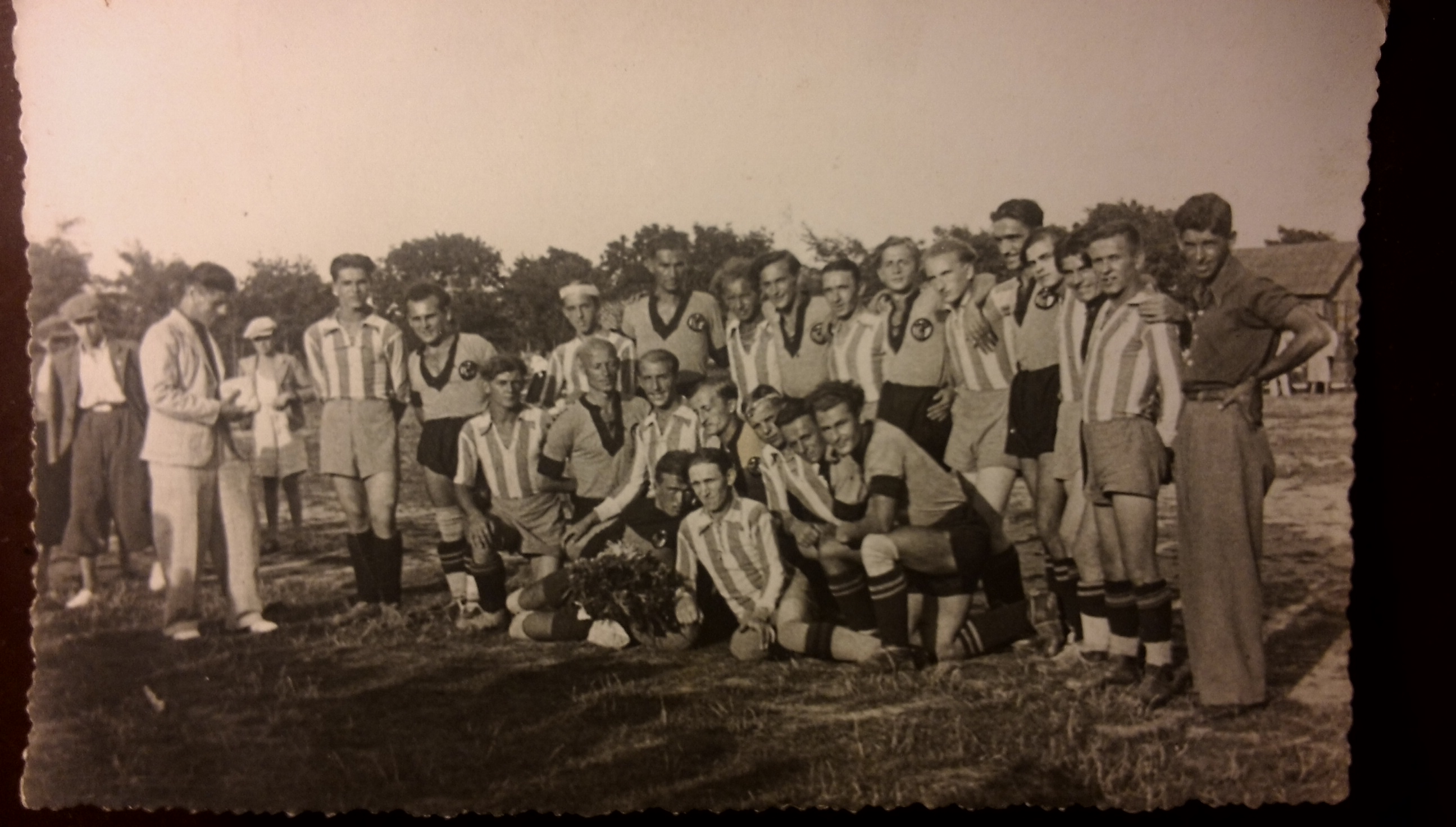
театральна футбольна команда ГОНГ, при радянській владі перейменована в «Мистецтво»

Змалечку прийшлось відчути на собі кочове життя сім'ї актора. Батько — Микола Бенцаль (1891—1938) — відомий у Західній Україні актор та режисер, після смерті своєї дружини Теодозії (1894—1919) старався приділяти увагу своїм синам Ярославу та Івану, щоб вони отримали освіту і були порядними людьми. Ярослав навчався в Тернопільській гімназії, пізніше вирішив навчатись у Духовній семінарії у Станиславові (нині Івано-Франківськ).
Після смерті батька Ярослав перебирається до Львова, де працює у місцевому театрі імені Л. Українки під керівництвом хорошого друга батька Володимира Блавацького. У період з 1938 по 1943 р. проживає у Львові, бере активну участь у політичному та культурно-спортивному житті міста. З ініціативи В. Блавацького у створеній при театрі футбольній команді «ГОНГ», був одним із гравців, тренерами футбольної команди були відомі футболісти команди «Україна» Лев Підлісецький, пізніше Олександр Скоцень. У період проживання у Львові неодноразово навідувався до своїх родичів у с. Курівці, що на Тернопільщині.
У період формування дивізії «Галичина» у 1943 р. як й інші працівники та актори театру зголосився добровольцем. У період з 1943 р. і до кінця Другої світової війни проходить службу в рядах дивізії «Галичина», 1 УД УНА. У період з 1943 по 1944 роки проходив вишкільні курси у Нойгамері та підстаршинські та старшинські у м. Градішко, Чехія. У 1944 році в складі дивізії бере участь у боях у Чехії, Югославії, Австрії будучи ад'ютантом штабу саперного куреня в звані булавного, закінчив війну у званні хорунжого. Довгий час перебував у госпіталях. У кінці 40-х на початку 50-х років перебуває в Мюнхені, де займається політичною діяльністю, з часом його обирають тереновим провідником ОУН. З 1953 року Я. Бенцаль-Євшан керівник секретаріату проводу ЗЧ ОУН, пізніше стає референтом внутрішньої української політики проводу ЗЧ ОУН, відповідальним редактором газети «Шлях перемоги». Крім політичної діяльності бере активну участь у роботі організацій громадського й культурного характеру і в комбатантських товариствах. У 1960 році Бенцаль-Євшан Я. М. обраний Головою Управи Центр. представництва української еміграції в Німеччині. Один із організаторів «процесу Сташинського» в Карльсрузі, у 1962 році над убивцею Степана Бандери та Льва Ребета радянським агентом Богданом Сташинським. Помер 21 червня 1964 року від серцевого нападу. Похований на мюнхенському цвинтарі Вальдфрідгоф.

## Сім'я
- Батько — Бенцаль Микола Гнатович (1891—1938), український актор, театральний режисер, похований у Коломиї.
- Мати  — Бенцалева Теодозія Іванівна (1894—1919), українська акторка, похована у Тернополі.
  - Брат  — Бенцаль Іван Миколайович (1917, Тернопіль — 16.08.1941), до 1940 р. студент Львівської політехніки, архітектура, у 1940 р. мол. командир РККА, командир артилерійської зброї 43 КАП, 16.08.1941 р. вироком Військового трибуналу 31-ї армії засуджений до ВМП.
- Дружина  — Бенцаль Надія, Мюнхен, Німеччина, похована у Мюнхені.
  - Син — Бенцаль Ігор Ярославович, Мюнхен, Німеччина.